# Capulalpam de Méndez
Capulalpam de Méndez là một đô thị thuộc bang Oaxaca, México. Năm 2005, dân số của đô thị này là 1313 người.